# Genévrier de l'Himalaya
Juniperus recurva
Espèce
Statut de conservation UICN

 LC  : Préoccupation mineure
Le genévrier de l'Himalaya (Juniperus recurva) est un conifère de la famille des Cupressaceae (comme le cyprès) qui pousse dans l'Himalaya entre 3000 et 4000 m.